# Ngesual
Ngesual ist eine winzige Insel im Inselstaat Palau im Pazifischen Ozean.

## Geographie
Die Insel bildet zusammen mit den Inseln Ngebad und Ngurungor die nordöstliche Verlängerung der Insel Peleliu. Nur schmale Kanäle trennen die Inseln jeweils voneinander. Ngesual selbst liegt zwischen Ngurungor und Ngebad an der Riffkrone zum offenen Meer. Die Insel ist dicht bewaldet und unbewohnt.